# Колос (клуб по хоккею на траве)
«Ко́лос» — советский и украинский женский клуб по хоккею на траве из города Борисполя Киевской области. Шестикратный чемпион СССР по хоккею на траве среди женщин (1983, 1985, 1987—1989, 1991), четырёхкратный обладатель Кубка СССР (1984, 1989, 1990, 1991), 13-кратный чемпион Украины (1992—1993, 1995, 1997—2006), шестикратный обладатель Кубка Украины (1992—1997), обладатель Трофея (1992) и Кубка обладателей кубков (1997).

## История создания
«Колос» был создан в 1980 году. Команду почти полностью сформировали на базе киевского «Спартака», который в 1979 году занял последнее место в чемпионате СССР. В состав вошли экс-спартаковки вратарь Нина Дашко, Елена Кухтина, Ольга Осипюк, Елена Загородько, Наталья Федорчук, нападающие Анна Тафапольская, Валентина Евтушенко, Алла Гресь. Команду возглавил заслуженный тренер Узбекской ССР Анатолий Кузнецов.

## Внутренние турниры
Несмотря на то что задача в первом сезоне была сохранить место в первой лиге, «Колос» выиграл турнир: бориспольчанки набрали поровну очков с харьковским «Авиаинститутом», а в золотом матче в Ленинграде победила — 1:0 благодаря голу капитана команды Евтушенко.
В сезоне-81 «Колос» возглавил заслуженный тренер Казахской ССР по хоккею с мячом Лодиар Игнатьев. Команда, в которой с прошлого сезона осталось девять хоккеисток, сумела закрепиться в высшей лиге, по ходу сезона победив двукратного чемпиона СССР «Андижанку».
В 1982 году «Колос», укреплённый игроками вылетевшего в первую лигу «Авиаинститута», вышел в финал Кубка СССР, но занял 9-е место в чемпионате страны. После этой неудачи руководство клуба пригласили на пост главного тренера экс-наставника подмосковного «Спартака» и женской сборной СССР Владимира Меньшикова. Вместе с ним команду усилили хоккеистки сборной страны: капитан Нателла Красникова, Елена и Ольга Кондруцкие, лидер алма-атинского «Связиста» Зоя Валуйская. Этот сезон стал определяющим в истории «Колоса», ставшего одним из лидеров советского женского хоккея на траве: уже в 1983 году бориспольчанки завоевали золотые медали чемпионата и снова дошли до финала Кубка СССР. Они только однажды, в сезоне-88, остались без наград, выиграв ещё четыре раза золото (1985, 1987—1989, 1991) и трижды серебро (1984, 1986, 1990). Четырежды «Колос» завоёвывал Кубок СССР (1984, 1989—1991).
Большая часть этих побед связана с именем тренера Михаила Безрукова. В частности, по его инициативе в команду пришли лидеры Елена Разутова, Надежда Чегурдаева, Марина Чегурдаева.
После распада СССР «Колос» стал лидером украинского женского хоккея на траве. На его счету 13 золотых, 12 серебряных и 3 бронзовых медали чемпионата страны, 6 побед в Кубке Украины.

## Еврокубки
В 1984 году «Колос» впервые выступил в Кубке европейских чемпионов и, выиграв все три матча группового этапа, первым среди советских команд добрался до финала, где в гостях проиграл 1:3 нидерландскому ХГК из Вассенара, в составе которого выступали пять прошлогодних чемпионок мира Карина Беннинга, Марике ван Дорн, Алетта ван Манен, Ивонна ван Хогевеген, Эвелина Куйк, а также будущие чемпионки мира Лисанна Лежён и Ивонна Бютер.
В 1986 году «Колос» вновь выиграл все матчи группового этапа и дошёл до финала, где опять уступил ХГК — 1:3.
История повторилась в 1988 году: на этот раз в решающем матче «Колос» уступил нидерландскому «Амстердамсе» — 0:4.
В 1989 году «Колос» занял в Кубке европейских чемпионов 6-е место, в 1990 году стал бронзовым призёром.
Бориспольчанки продолжили успешно играть в еврокубках и после распада СССР. В Кубке европейских чемпионов они доходили до финала в 2002 и 2004 годах, но оба раза крупно проигрывали нидерландскому «Ден Босху» — 0:5 и 2:8. Ещё трижды — в 2000, 2001 и 2004 годах — «Колос» выигрывал бронзу.
В 1992 году «Колос» выиграл второй по статусу женский хоккейный еврокубок — Трофей, проходивший в Москве. В 2006 году бориспольчанки завоевали серебро турнира.
В 1997 году «Колос» завоевал Кубок обладателей кубков.

## Достижения

### СССР
- Чемпион СССР (6): 1983, 1985, 1986, 1987, 1988, 1989, 1991
- Серебряный призёр чемпионата СССР (3): 1984, 1986, 1990
- Обладатель Кубка СССР (4): 1984, 1989, 1990, 1991

### Украина
- Чемпион Украины (13): 1992, 1993, 1995, 1997, 1998, 1999, 2000, 2001, 2002, 2003, 2004, 2005, 2006
- Серебряный призёр чемпионата Украины (12): 1994, 1996, 2008, 2010, 2012, 2013, 2014, 2015, 2016, 2017, 2018, 2019
- Бронзовый призёр чемпионата Украины (3): 2009, 2011, 2020
- Обладатель Кубка Украины (6): 1992, 1993, 1994, 1995, 1996, 1997

### Еврокубки
- Серебряный призёр Кубка европейских чемпионов (5): 1984, 1986, 1988, 2002, 2004
- Бронзовый призёр Кубка европейских чемпионов (1): 1990
- Обладатель Трофея (1): 1992
- Серебряный призёр Трофея (1): 2006
- Обладатель Кубка обладателей кубков (1): 1997

## Стадион
Домашние матчи проводит на поле футбольно-хоккейного стадиона «Колос» в Борисполе, оснащённом трибунами на 1500 мест.